# Віра Сомешвара
Віра Сомешвара (каннада ವೀರ ಸೋಮೇಶ್ವರд/н– бл. 1263) — магараджахіраджа Держави Хойсалів в 1234—1263 роках. вів запеклі війни з Сеунами, Пандья, Кадава.

## Життєпис
Син Нарасімхи II. Посів трон 1234 року. Невдовзі вступив у суперечку між раджакесарі Раджараджею Чола III і Мараварманою Сундарою Пандья I, змусивши обох відмовитися від завоювань й водночас встановив офіційну зверхність на державами Чола і Пандья, де панували відповідно ці правителі, приєднавши важливий мандалам (область) Магадай. Таким чином, було завершено політику гегмонії на півдні Індостану. Віра Сомешвара 1235 року переніс основну столицю до другої столиці — Каннанур, (поблизу Шрірангаму), яку назвав Вікрамапура.
У 1239 року придушив повстання Джатавармана Куласекхара II, поставивши 1240 року на трон Пандьї його брата Маравармана Сундару Пандью II
За цим виступив проти дрібних князівств Західних Гатів та Чери, які зумів підкорити, взявши почесний титул малапаролуганда (Володар серед малеп, тобто гірських племен).
Єдиним супротивником залишалася держава Кадава. Проти неї у 1230-х роках діяв спільно з Ганапатідевою, магараджею Держави Какатіїв. 1241 року війська Хойсалів взяли в облогу її столицю Сендамангалам. але зазнали поразки. Цим скористався Мараварман Сундара Пандья II, щоб повстати. До 1245 року війська Сомешвари залишили знначну територію Пандьї та Чола.
1250 року спільно з Раджендрою Чола III завдав рішучої поразки Мараварману Сундарі Пандьї II, що знову визнав зверхність Держави Хойсалів. На початку 1250-х років проти Віра Сомешвари виступило військо Крішни I, чакравартіна держави Сеунів. Згідно написів Сеунів вдалося захопити володіння (сучасний округ Чітрадурга), але згідно написів Хойсалів саме Віра Сомешвара здобув перемогу. Напевне спочатку війська Сеунів вдалося просунутися до ворожої території, але утримати її Сеуни не змогли, внаслідок чого було встановлено статус-кво.
З огляду на збереження загрози з боку Сеунів у 1254 році Віра Сомешвара поділив своє державу між двома своїми синами (встановивши на кшталт посади віцекороля): Раманатхою, який правив з Вікрамапури (особисто магараджахіраджа залишався сам тут), і Нарасімхою, який правив з Дварасамудри. Останній повиненн був очолити захист північних володінь.
Близько 1255 року повстав Садаяварман Сундара Пандьян I, володар держави Пандья, який завдав поразки війську Хойсалів, зумівши зрештою захопити Вікрапурам. Усі володіння в області тамілів було втрачено. 1262 року вирішив взяти реванш у Пандья, атакувавши Садаявармана Сундару Пандьяна I, але зазнав поразки і загинув близько 1263 року. Трон перейшов до його сина Нарасімхи III.

## Культурна діяльність
У 1236—1237 роках фундував кілька святинь у храмі Джамбукешварам на острові Шрірангам, які називалися Валлалісвара, Падумалісвара, Віра Нарасінгесвара та Сомалешвара, названі на основі членів його родини. Храм Бходжешвара Посалісвара був збудований ним у Каннанурі.